# Хондурас на Светском првенству у атлетици у дворани 2016.
Хондурас је учествовао  на 16. Светском првенству у атлетици у дворани 2016. одржаном у Портланду од 17. до 20. марта. Репрезентацију Хондураса на њеном шестом учествовању на светским првенствима у дворани представљао је један атлетичар који се такмичио у трци на 60 метара.,.
На овом првенству представних Хондураса није освојио ниједну медаљу, оборио је свој најбољи резултат сезоне.

## Учесници
Мушкарци:
- Роландо Паласиос — 60 м

## Резултати

### Мушкарци
| Атлетичар        | Дисциплина | Лични рекорд | Квалификације | Квалификације | Полуфинале           | Полуфинале           | Финале               | Финале       | Детаљи |
| Атлетичар        | Дисциплина | Лични рекорд | Резултат      | Место         | Резултат             | Место                | Резултат             | Место        | Детаљи |
| ---------------- | ---------- | ------------ | ------------- | ------------- | -------------------- | -------------------- | -------------------- | ------------ | ------ |
| Роландо Паласиос | 60 м       | 6,62 НР      | 6,81 ЛРС      | 7. у гр. 5    | Није се квалификовао | Није се квалификовао | Није се квалификовао | 37 / 53 (56) |        |